# Volkswagen Golf VII
Volkswagen Golf VII — седьмое поколение модели Golf, выпускающегося Volkswagen в Европе с конца сентября 2012 года. Первая информация о новом поколении появилась в июле 2011 года, и в течение года она постепенно пополнялась. Готовая версия была анонсирована в начале сентября 2012 года, показали её на Парижском автосалоне, а сразу после дебюта начались продажи седьмого поколения компактного автомобиля. Цена на него в Европе осталась прежней — 16 975 евро.
В марте 2013 года Гольф седьмого поколения был назван автомобилем года в Европе уже во второй раз (первый раз это звание получило третье поколение автомобиля в 1992 году). На Международном автосалоне в Нью-Йорке 2013 года Volkswagen Golf 7-го поколения был назван «автомобилем года». Также Гольф стал «автомобилем года в Японии», причём первое место было отдано иномарке впервые, говорится в сообщении организаторов конкурса — за последние 34 года этого звания удостаивались только японские машины.

## Новшества
Внешне Гольф нового поколения не сильно отличается от шестого поколения автомобиля, однако на самом деле он не имеет ни одной общей кузовной детали с Golf VI. По сравнению с ним новое поколение стало длиннее на 5,6 сантиметров, шире на 1,3 сантиметра и ниже на 3, а колёсная база выросла на 6 сантиметров. Тем не менее, инженеры Volkswagen поставили перед собой задачу сделать седьмое поколение легче, и это им удалось — в среднем новый автомобиль стал легче от 20 кг до 100 кг в зависимости от версии за счёт более лёгкого кузова, двигателей и т. д.
«Седьмой» Golf построен на новой платформе Volkswagen Group MQB, причём по желанию его можно будет заказать и в полноприводном варианте. Также, по сравнению с предыдущим поколением, значительно увеличилось внутреннее пространство.

## Технические характеристики
Golf VII предлагается с 4 двигателями BlueMotion l4: 2 турбобензиновыми объёмом 1,2 (шестнадцатиклапанный) и 1,4 литра и двумя дизельными турбодвигателями объёмом 1,6 и 2 литра. Всего доступно 11 вариантов мощностью от 86 до 150 л. с. с выбором 5- или 6-ступенчатой «механики» или 6- или 7-скоростной роботизированной коробки переключения передач. В среднем двигатели стали экономнее предыдущих на 20 %.
- Размерность колёс — 195/65 R15, 205/55 R16
- Передняя подвеска — независимая, типа MacPherson и стабилизатор поперечной устойчивости
- Задняя подвеска — независимая, многорычажная и стабилизатор поперечной устойчивости
- Рулевое управление — реечное с электроусилителем
- Радиус разворота — 5,5
- Передние тормоза — дисковые, вентилируемые (размер — 288 мм)
- Задние тормоза — дисковые, (размер — 272 мм) с ABS.

## Комплектации
Изначально для автомобиля было доступно 3 комплектации: Trendline, Comfortline и Highline. В базовой комплектации уже имеются электроприводы зеркал и стёкол, кондиционер, складывающиеся задние сиденья, центральный замок, 5-дюймовый дисплей и др. В более дорогих комплектациях есть кожаные руль, сиденья, элементы интерьера, а также 8-дюймовый сенсорный дисплей, адаптивный круиз-контроль, автоматический парковщик, системы распознавания знаков, разметки и усталости водителя и проч. Позже была добавлена ещё более дешевая комплектация Conceptline, которая отличается от базовой в первую очередь отсутствием аудиосистемы. Причём поставить её невозможно — просто негде: универсальный дисплей остался на месте, но функции аудиосистемы для него отключены. Для этой комплектации доступен только один двигатель — объёмом 1,2 л. с турбонаддувом мощностью 85 л. с. Кроме того, зеркала и ручки дверей здесь черные, а не в цвет кузова, как на старших модификациях.

## Golf GTI
Первая информация о заряжённой версии появилась в мае 2012, когда проходили испытания нового Golf GTI. За день до официального дебюта на Парижском автосалоне стали доступны изображения и информация об автомобиле. На самом мотор-шоу стало известно, что будут доступны как 3-дверная, так и 5 -дверная версии автомобиля. Golf GTI будет оснащаться 2-литровым двигателем от обычной версии, но для него будет доступен спортивный пакет Performance Package, где он будет развивать уже 230 л. с. и разгоняться до сотни за 6,5 секунд. Также автомобиль не утратит такие узнаваемые черты, как красная полоска на решётке радиатора и красные тормозные суппорты.

## Golf R
Golf R является полноприводной заряженной версией обычного Golf. Автомобиль представлен в как 3- и 5-дверный хетчбэк, а так же в кузове универсал. Так же как и Golf GTI, полноприводная версия использует 2-литровую (1,984 см2) турбочетверку EA888. По сравнению с мотором в GTI, в моторе значительно переработана головка цилиндров, включая выпускные клапана, поршни, установлен более производительный интеркуллер и турбина. Такой мотор развивает 300 л.с. в дорестайлинговой версии. В рестайлинговых версиях до 2019 года мощность была увеличена до 310 л.с. Начиная с 2019 мощность была снова снижена до 300 л.с. из-за экологических норм Euro-6d. Для ряда "жарких" регионов автомобиль предлагался с дефорсированным мотором, мощностью 280 л.с.
Полный привод реализован с помощью муфты Haldex 5-го поколения.

## Golf 4Motion
В январе 2013 года Volkswagen представил полноприводную модификацию модели Golf VII. По сравнению с предшественником новая машина стала легче и обзавелась усовершенствованной муфтой Haldex пятого поколения в приводе задних колес. Volkswagen Golf 4Motion выпускается только в 5-дверном кузове, оснащается дизельными моторами 1.6 (105 л. с.) и 2.0 (150 л. с.) На 15 % повысилась экономичность по сравнению со схожими вариантами Golf 4Motion шестого поколения.

## В России
В России Golf VII начал продаваться в марте 2013 года, причём автомобили поставляются только из Германии.
- Вид сзади
- Интерьер
- Golf GTI
- Golf GTI вид сзади

## Безопасность
Автомобиль прошёл тест Euro NCAP в 2012 году:
| Euro NCAP                                                                  | Euro NCAP | Euro NCAP | Euro NCAP             |
| -------------------------------------------------------------------------- | --------- | --------- | --------------------- |
| · общий рейтинг                                                            |           |           |                       |
| 94%                                                                        | 89%       | 65%       | 71%                   |
| взрослый пассажир                                                          | ребёнок   | пешеход   | активная безопасность |
| Протестированная модель: Volkswagen Golf 1,2 TSI 'Comfortline', LHD (2012) |           |           |                       |